# Gumböle, Esbo

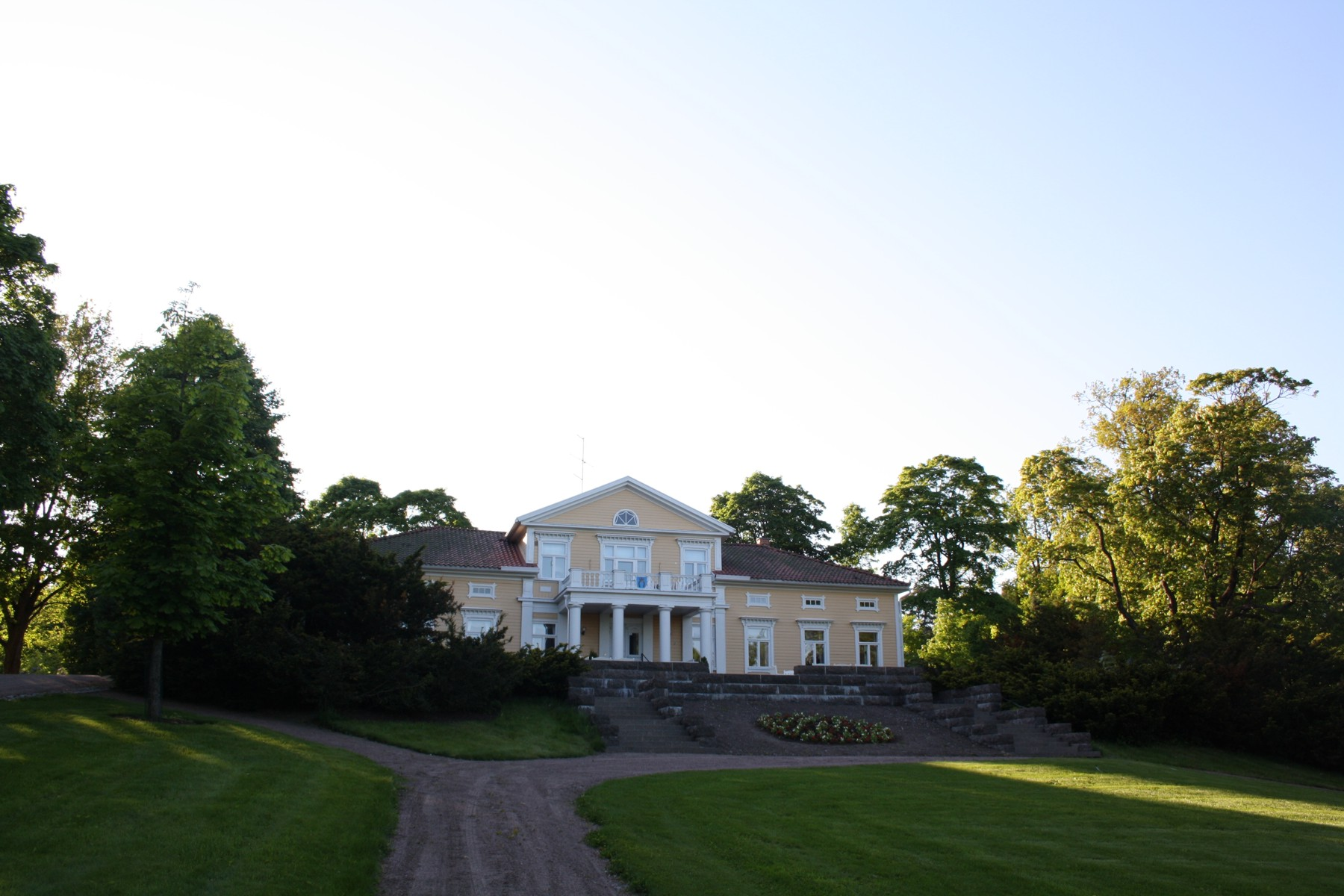
Gumböle gård

Gumböle är en stadsdel i Esbo stad och hör administrativt till Gamla Esbo storområde. 
I Gumböle finns Gumböle golf och Gumböle ridstall. Gumböle gård, med anor från 1540-talet, ägs av Esbo stad. Den nuvarande huvudbyggnaden är från 1840-talet.  Gården fungerar idag som Esbo stads representationsgård. 

## Etymologi
Gumböle är ett gammalt bosättningsnamn. Det har bland annat stavats Gwmmaböle bol (1451) och Gumböle (1492).  Namnet härstammar troligtvis från det medeltida mansnamnet Gumme och böle - nybygge. Ett finskt namn, Kumpyöli, togs i bruk år 1965 då bynamn förfinskades och stadsdelens finska namn blev Kumpyöli år 1976. Invånarna tyckte inte om det nya namnet och på deras initiativ används endast det svenska namnet om stadsdelen sedan slutet av 1980-talet. Lantmäteristyrelsen bestämde år 2007 att också bynamnet i fortsättningen endast har formen Gumböle både på finska och svenska.